# Raïon de Kavalerovo
Le raïon de Kavalerovo (en russe : Кавале́ровский райо́н, Kavalerovski raïon) est une subdivision administrative (raïon) et une municipalité (okroug municipal) du kraï du Primorié en Russie. Situé en Extrême-Orient russe, il se situe dans le centre-est du kraï, dans la cordillère du Sikhote-Aline et baignant la mer du Japon. Son centre administratif est la commune urbaine de Kavalerovo, et le raïon compte en tout 10 villages. Sa population s'élevait à 21 082 habitants en 2023.

## Géographie
Le raïon de Partizansk est situé dans le kraï du Primorié, un sujet du sud de l'Extrême-Orient russe. Le raïon, qui se trouve dans l'est du Primorié, a une superficie de 4 215,20 km2. La subdivision est baignée par la mer du Japon, et il est couvert par les montagnes du Sikhote-Aline. Il couvre entièrement la plaine de la rivière Zerkalnaïa.

Le raïon est limitrophe du raïon d'Olga au sud, du raïon de Tchougouïevka à l'est et de l'okroug urbain de Dalnegorsk au nord. Le terrain est montagneux, et il possède une faune et une flore riche.

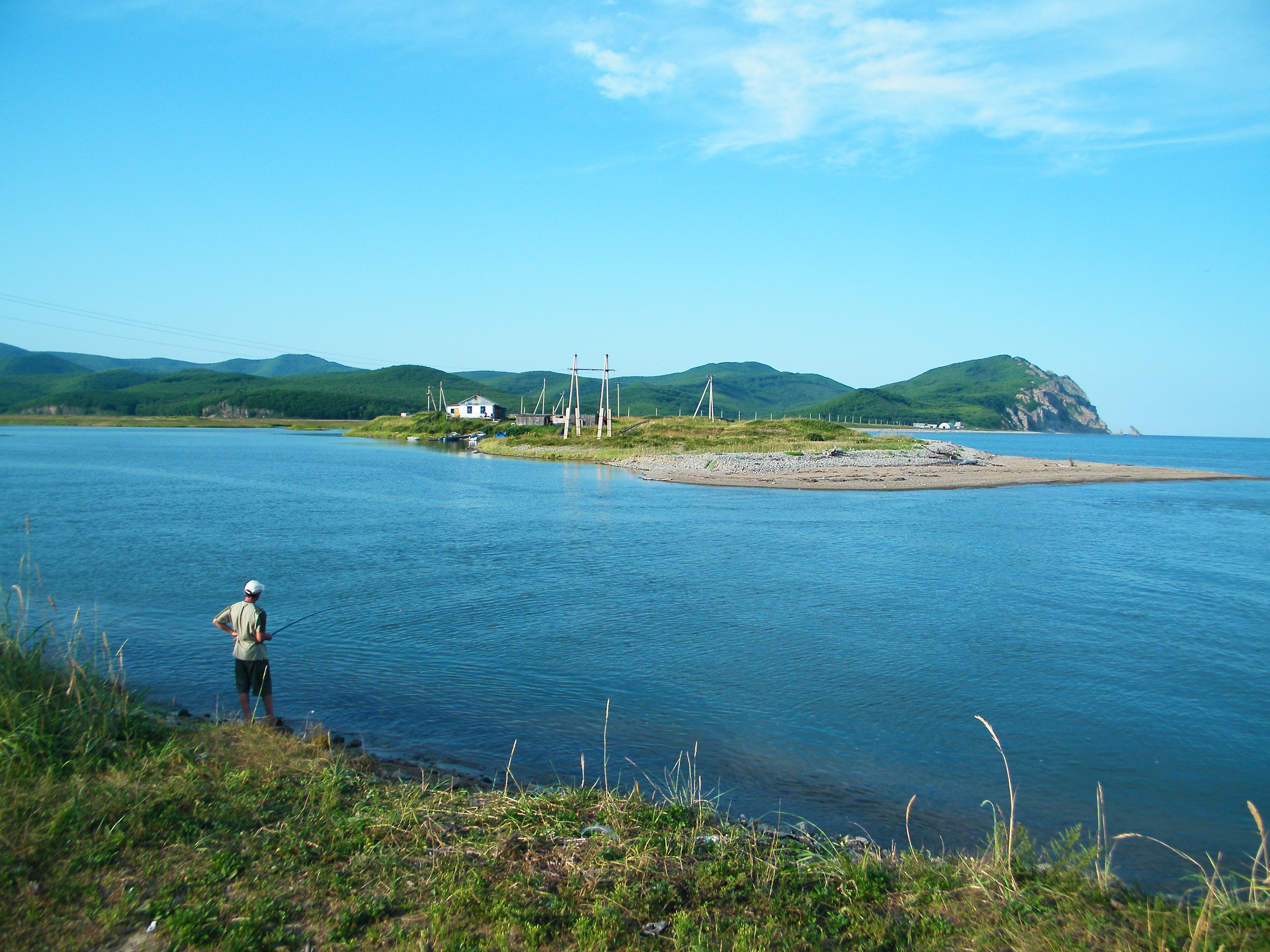
Estuaire de la Zerkalnaïa.
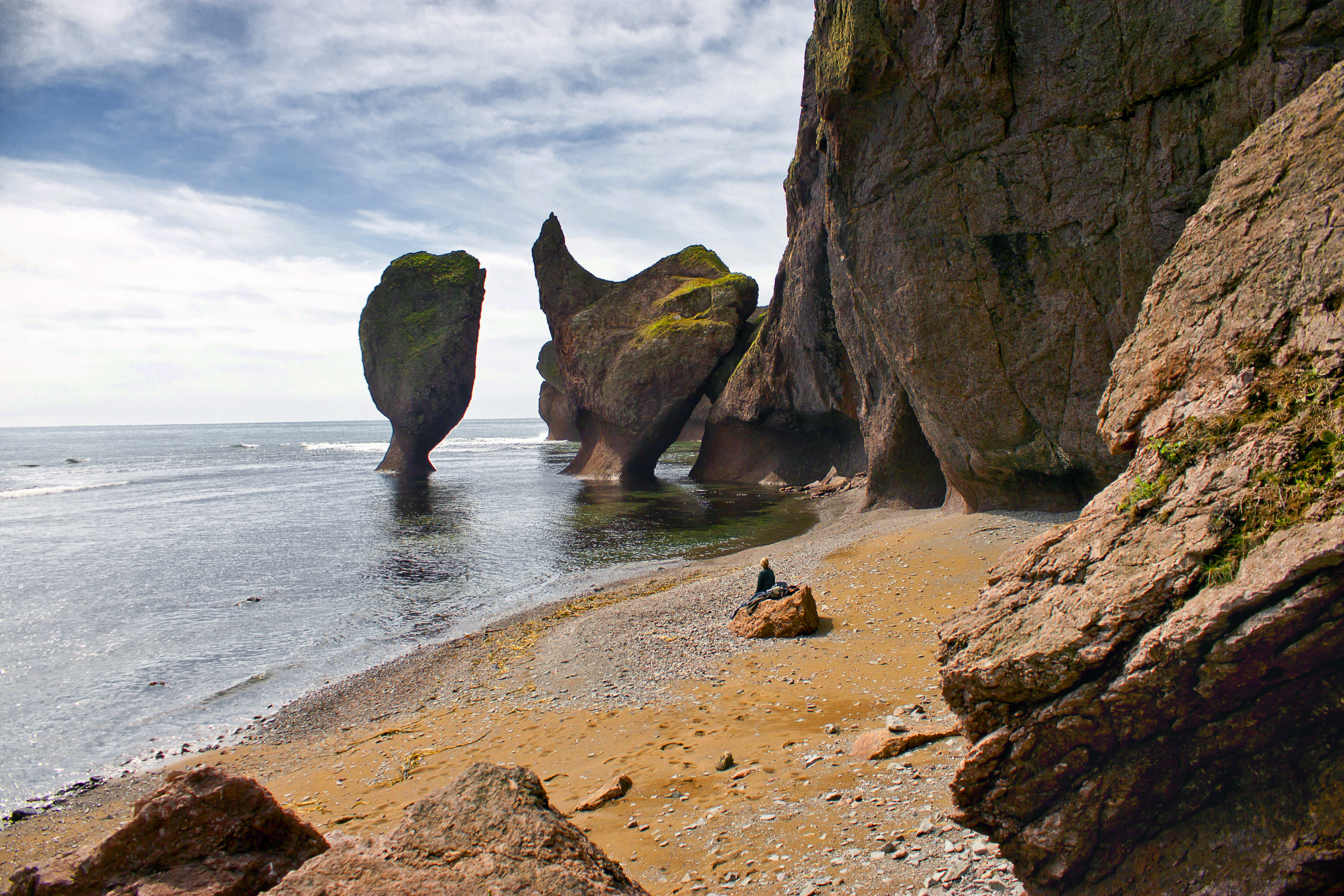
Rochers à la baie Douobovaïa.
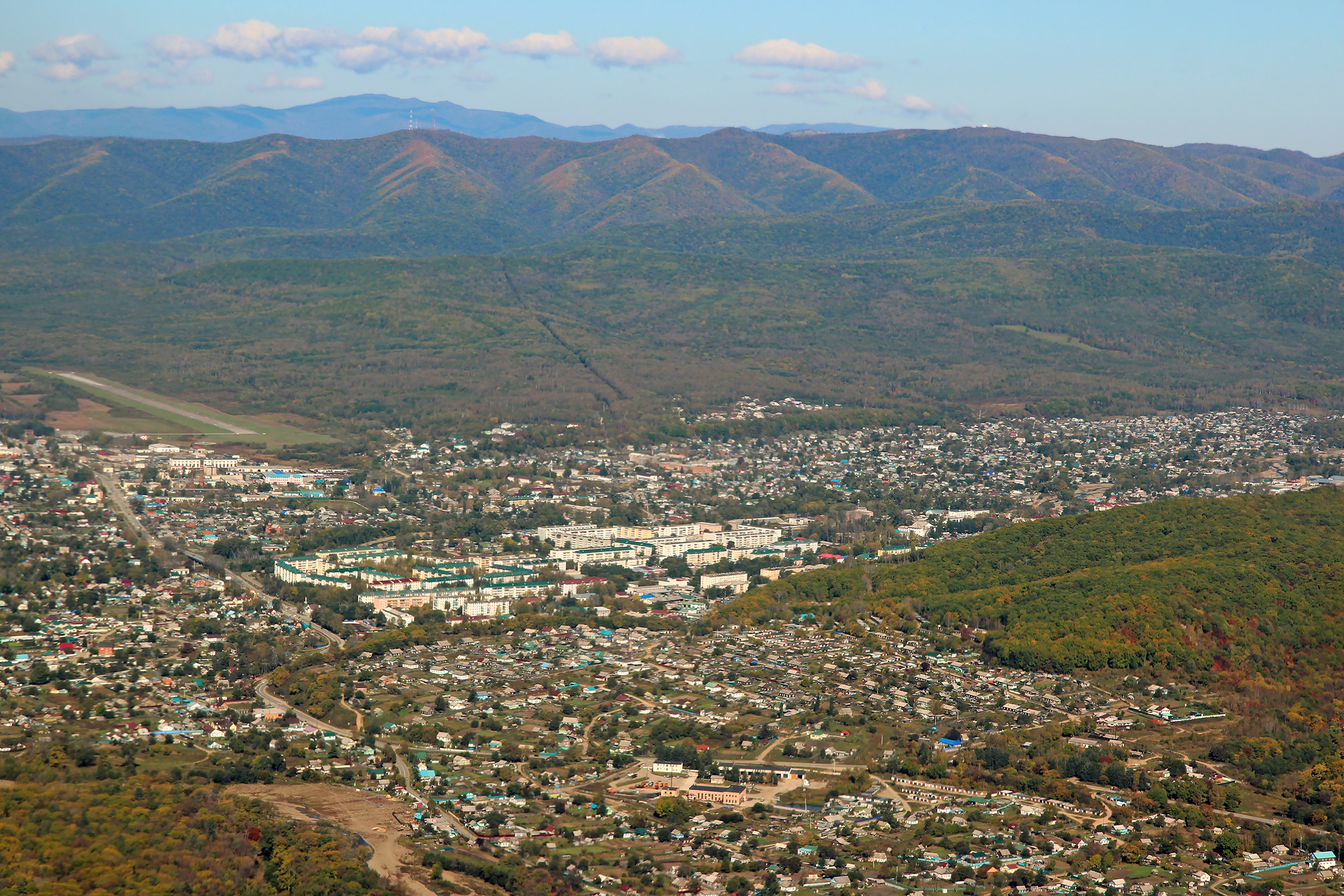
Vue aérienne de Kavalerovo.
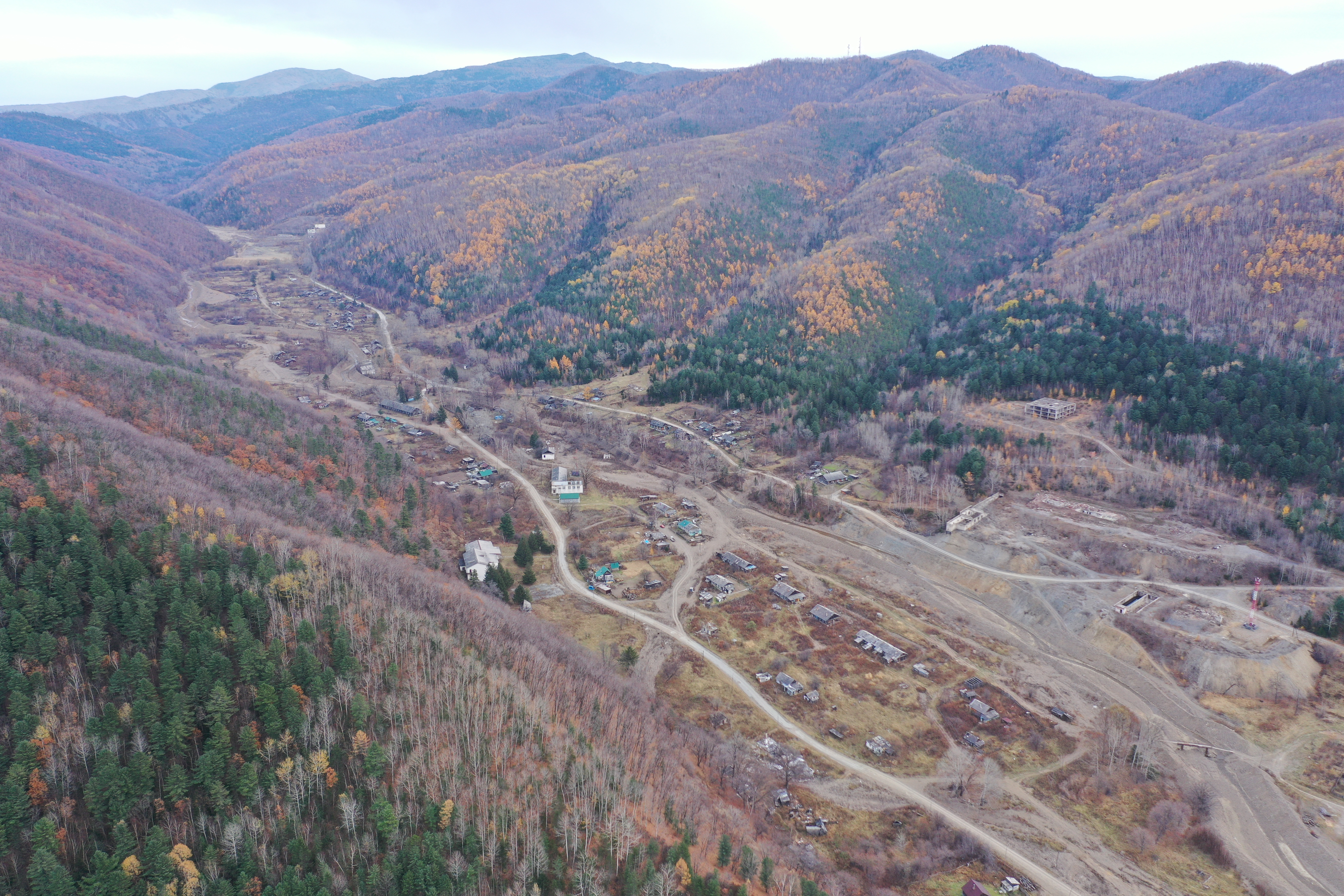
Village de Vyssokogorsk.

## Histoire
Le raïon de Kavalerovo a été créé par le décret du Présidium du Soviet suprême de la RSFSR du le 3 juin 1954.

## Démographie
Recensements (*) ou estimations de la population,:
| 1959*  | 1970*  | 1979*  | 1989*  | 2002*  | 2010*  |
| ------ | ------ | ------ | ------ | ------ | ------ |
| 24 022 | 30 043 | 33 043 | 36 085 | 29 488 | 25 833 |

| 2012   | 2013   | 2014   | 2015   | 2016   | 2017   |
| ------ | ------ | ------ | ------ | ------ | ------ |
| 25 447 | 25 281 | 24 986 | 24 657 | 24 491 | 24 244 |

| 2018   | 2019   | 2020   | 2021*  | 2022   | 2023   |
| ------ | ------ | ------ | ------ | ------ | ------ |
| 23 951 | 23 600 | 23 344 | 21 617 | 21 458 | 21 082 |

## Localités
Le raïon de Kavalerovo comptait au 29 juin 2023 10 localités. Il y a deux communes urbaines, dont la localité la plus peuplée qui est Kavalerovo avec 13 494 habitants au recensement de 2021.
| Liste des localités | Liste des localités | Liste des localités | Liste des localités | Liste des localités              | Liste des localités | Liste des localités         | Liste des localités         |
| N°                  | Localité            | Nom pré-1972        | Nom pré-1972        | Nom pré-1972                     | Statut              | Population Recensement 2010 | Population Recensement 2021 |
| N°                  | Localité            | Nom                 | En russe            | Caractères chinois (si existant) | Statut              | Population Recensement 2010 | Population Recensement 2021 |
| ------------------- | ------------------- | ------------------- | ------------------- | -------------------------------- | ------------------- | --------------------------- | --------------------------- |
| 1                   | Bogopol             |                     |                     |                                  | village             | 227                         |                             |
| 2                   | Vyssokogorsk        |                     |                     |                                  | village             | 251                         |                             |
| 3                   | Gornoretchenski     |                     |                     |                                  | possiolok           | 2889                        | 2 586                       |
| 4                   | Zerkalnoïe          | Tadushi             | Тадуши              | 達子水                           | village             | 487                         |                             |
| 5                   | Kavalerovo          |                     |                     |                                  | commune urbaine     |                             | 13 494                      |
| 6                   | Roudni              | Lifudzin            | Лифудзин            | 裡富济                           | possiolok           | 2291                        | 1 832                       |
| 7                   | Sinégorié           |                     |                     |                                  | village             | 251                         |                             |
| 8                   | Souvorovo           |                     |                     |                                  | village             | 173                         |                             |
| 9                   | Oustinovka          |                     |                     |                                  | village             | 345                         |                             |
| 10                  | Khroustalny         |                     |                     |                                  | commune urbaine     |                             | 2596                        |

## Tendances politiques
| Scrutin             | 1er tour | 1er tour | 1er tour | 1er tour | 1er tour | 1er tour | 1er tour | 1er tour | 1er tour | 1er tour | 1er tour | 1er tour | 2d tour                  | 2d tour                  | 2d tour                  | 2d tour                  | 2d tour                  | 2d tour                  | 2d tour                  | 2d tour                  |
| Scrutin             | 1er      | 1er      | %        | 2e       | 2e       | %        | 3e       | 3e       | %        | 4e       | 4e       | %        | 1er                      | %                        | 2e                       | %                        | 3e                       | %                        | 4e                       | %                        |
| ------------------- | -------- | -------- | -------- | -------- | -------- | -------- | -------- | -------- | -------- | -------- | -------- | -------- | ------------------------ | ------------------------ | ------------------------ | ------------------------ | ------------------------ | ------------------------ | ------------------------ | ------------------------ |
| Présidentielle 2012 |          | ER       | 47,57    |          | KPRF     | 31,58    |          | LDPR     | 8,37     |          | SE       | 6,84     | Victoire au premier tour | Victoire au premier tour | Victoire au premier tour | Victoire au premier tour | Victoire au premier tour | Victoire au premier tour | Victoire au premier tour | Victoire au premier tour |
| Législatives 2016   |          | ER       | 26,71    |          | LDPR     | 24,56    |          | KPRF     | 24,07    |          | KR       | 5,65     | Tour unique              | Tour unique              | Tour unique              | Tour unique              | Tour unique              | Tour unique              | Tour unique              | Tour unique              |
| Présidentielle 2018 |          | ER       | 59,29    |          | KPRF     | 27,48    |          | LDPR     | 7,89     |          | GRANI    | 1,04     | Victoire au premier tour | Victoire au premier tour | Victoire au premier tour | Victoire au premier tour | Victoire au premier tour | Victoire au premier tour | Victoire au premier tour | Victoire au premier tour |
| Législatives 2021   |          | KPRF     | 33,45    |          | ER       | 25,34    |          | SRZP     | 11,99    |          | LDPR     | 7,61     | Tour unique              | Tour unique              | Tour unique              | Tour unique              | Tour unique              | Tour unique              | Tour unique              | Tour unique              |

## Transports
Le raïon est traversé par la route régionale 05N-100, route qui relie Roudnaïa Pristan (à l'est) à la route fédérale A370 à la hauteur d'Ossinovka. Sur la 05N-100 se trouve le col de Venioukov qui sépare le raïon de l'okroug urbain de Dalnegorsk. La route A370 relie au nord Khabarovsk et au sud Vladivostok. Il y a aussi la route régionale 05N-131, qui relie Nakhodka, par Lazo et Olga, à Kavalerovo. 